# Colla l'Aixama
La Colla l'Aixama és un grup de música tradicional, influenciat per la música tradicional del País Valencià. L'estudi i l'interès per la música tradicional mediterrània els ha portat a buscar noves influències, aconseguint un caràcter propi a l'hora de crear música així com a l'hora de versionar altres moltes cançons de la música tradicional.

## Discografia[3]
- Música Tradicional de Relleu (Marina Baixa) (2005)
- Arrels i Brots (2009)
- Cantata de la Mare de Déu (2010)

## Vegeu també

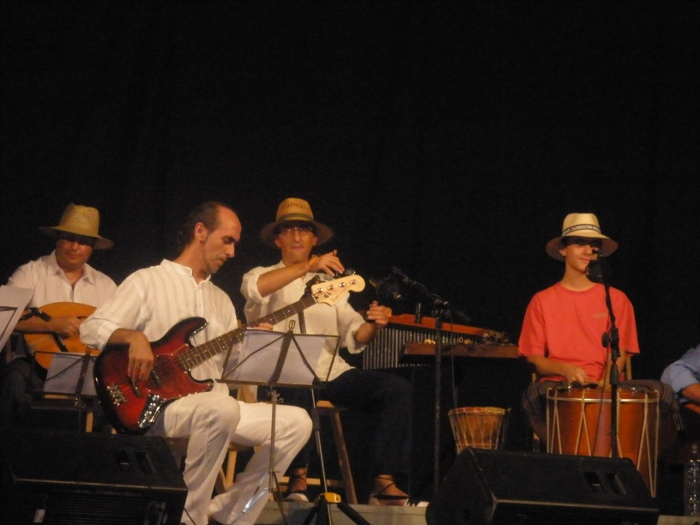
Agost del 2008.